# Diego de Losada

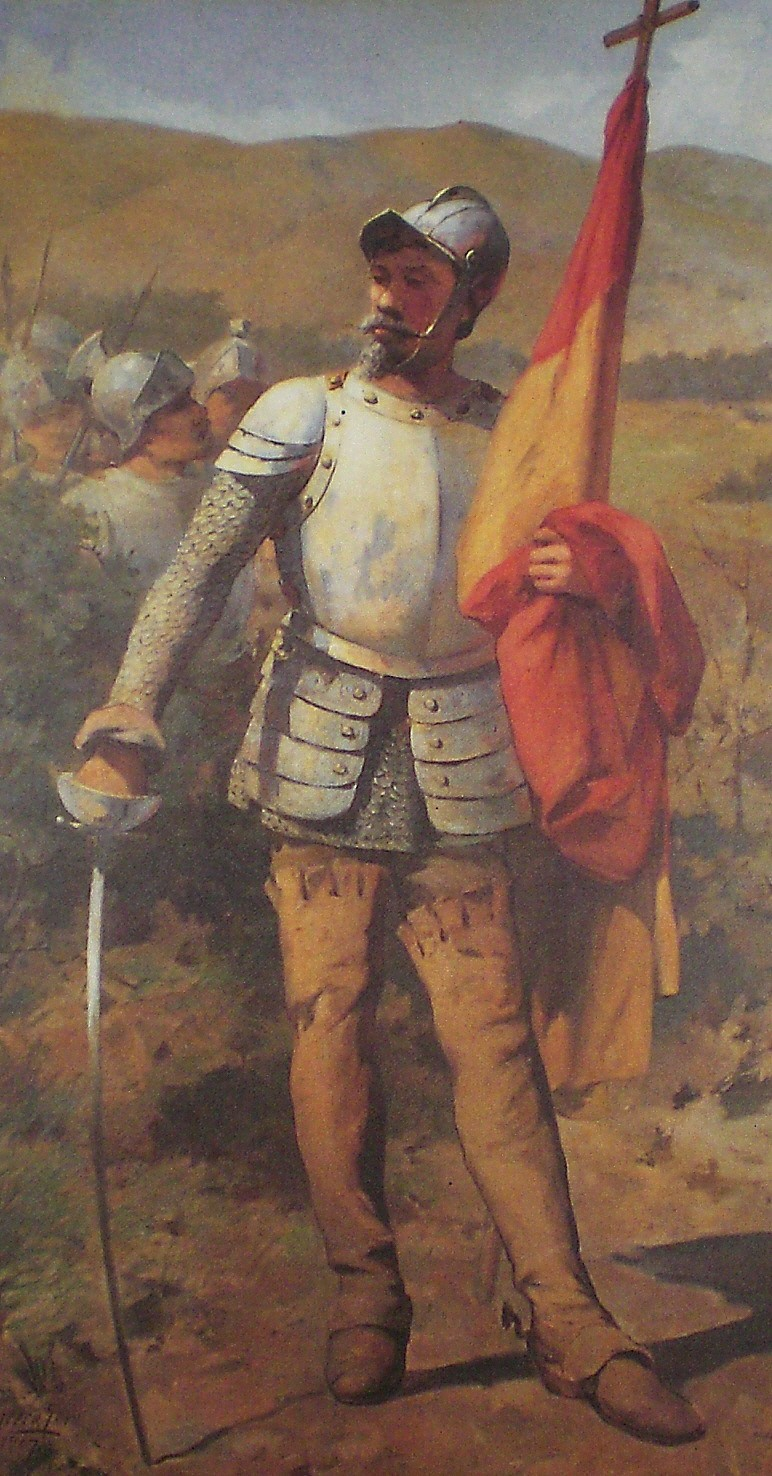
Cuadro venezolano de principios del representando a Diego de Losada.

Diego de Losada y Cabeza de Vaca  (Rionegro del Puente, Zamora, 1511 – Borburata, Carabobo, 1569) fue un conquistador español, nacido en Rionegro del Puente (Zamora) en fecha incierta aunque algunos autores indican el año 1511.
Conocido por ser el fundador de Caracas, la capital de Venezuela, después de los intentos fallidos de Francisco Fajardo.
Fue hijo de Catalina de Osorio y de Álvaro Pérez de Losada (señor de Rionegro). Desde 1526 pasó a servir en el palacio de Alonso de Pimentel, Conde de Benavente. 
Como la mayoría de sus contemporáneos, el interés por conocer el Nuevo Mundo tras su descubrimiento por Cristóbal Colón en 1492, le trajo a estas tierras en plan de conquista y colonización.
En 1533, se encontraba en Puerto Rico con su compañero de viaje Pedro Reinoso, con quien se incorpora a las huestes de Antonio Sedeño que se disponía a incursionar por el río Meta en busca de las riquezas del "Dorado". Hasta 1536 estuvieron Losada y Reinoso en Maracapana y zonas aledañas, cuando llegó Sedeño con sus huestes con el objeto de partir tierra adentro. Debido a que Sedeño quien era una persona cruel y arbitraria, se rebeló contra la autoridad de la Real Audiencia de Santo Domingo, la misma envió al teniente general  Juan de Frías con el objetivo de hacerlo prisionero, pero fue Losada quien finalmente hizo prisionero a Frías.
Luego sucedió un hecho inesperado como fue el envenenamiento de Sedeño camino al Meta, dividiéndose sus fuerzas en 2 contingentes, uno al mando de Reinoso y el otro bajo la jefatura de Losada.
Ambos jefes no lograron unir esfuerzos, regresando a Maracapana para luego seguir a Santa Ana de Coro, donde separaron sus caminos. Reinoso se dirigió hacia el territorio de los jirahara (actual Barquisimeto), en donde fue apresado por el capitán Lope Montalvo de Lugo, mientras Losada se marchó a Coro donde se ganó la confianza del capitán general de la provincia de Venezuela, Heirinch Remboldt (1542-1544), quien lo unió a Juan de Villegas para el desempeño de una importante misión.
Losada salió de Coro el 10 de marzo de 1543 junto con Villegas rumbo a Cubagua y Cumaná, con la finalidad de conseguir reemplazo para sus tropas, ya que sus hombres se los habían llevado los expedicionarios  Felipe von Hutten y Montalvo de Lugo, quienes estaban en busca del Dorado.
Cuando en septiembre de 1544, regresaron a Coro provistos de hombres y víveres, se encontraron con que Remboldt había muerto, ocupando su lugar, primero los alcaldes ordinarios de la ciudad Bernardino Manso y Juan de Bonilla y más tarde, Juan de Carvajal, relator de la Real Audiencia de Santo Domingo y por el teniente general Juan de Frías. Paralelamente a estos acontecimientos, comenzó a surgir una fuerte rivalidad entre Villegas y Losada que terminó por enemistarlos. En tal sentido, Villegas se le adelantó a Losada y fue a recibir a Carvajal a Paraguaná, entrando con el nuevo mandatario en Coro el 1 de enero de 1545; aprovechando la ocasión para indisponer a Carvajal contra Losada, quien dadas las circunstancias decidió volver a Santo Domingo.
A Venezuela regresó con Juan Pérez de Tolosa, nuevo gobernador y capitán general de la provincia (1546-1549), quien de inmediato mandó capturar a Carvajal, que había desconocido la autoridad de Frías y asesinado a von Hutten. Finalmente, Carvajal fue ahorcado el 16 de septiembre de 1546, en presencia de sus soldados y de todos los habitantes de la ciudad de El Tocuyo que había fundado.
Tras este hecho, el gobernador  Tolosa dispuso que su teniente general Juan de Villegas y el oficial Bartolomé García, regresaran a Coro con 30 hombres, mientras que dio otras comisiones a su hermano y a Losada, para que hicieran un reconocimiento por las tierras al sur de El Tocuyo; luego de lo cual regresaron a esta población en febrero de 1549.
En septiembre de 1549 muere el gobernador Pérez de Tolosa y le sucede Juan de Villegas (1549-1553), quien luego de limar asperezas con Losada le da la oportunidad para desempeñar altas funciones.
Unas de las primeras grandes empresas en la que participa Losada en este período, es la fundación de Nueva Segovia de Barquisimeto en 1552 junto a Villegas. Asimismo, fue alcalde ordinario de esta ciudad, y es favorecido allí con 9 encomiendas de indios. En El Tocuyo fue regidor y también alcalde, tocándole enfrentar durante este tiempo la rebelión acaudillada en 1553 por el Negro Miguel en Buría.
En 1565, el gobernador y capitán general de la provincia de Venezuela, Alonso Bernáldez de Quirós (1561-1562; 1564-1566) lo designó para que realizara el sometimiento de los indios caracas, empresa en la cual habían ya fracasado Francisco Fajardo, Luis de Narváez, Juan Rodríguez Suárez, el propio gobernador Bernáldez de Quirós y Gutierre de la Peña.
En 1567 salió Losada de El Tocuyo con la finalidad de llevar a cabo su empresa acompañado de 300 españoles y cerca de 16000 guerreros jiraharas. En Villa Rica (actual Nirgua) se puso la expedición bajo el patronato de San Sebastián, donde se le unieron entre otros, los hijos del gobernador, Francisco de Infante, Francisco Maldonado de Almendráis, Francisco Madrid, Gabriel de Ávila, Alonso y Tomé Andrea de Ledesma, Sebastián Díaz de Alfaro, Damián del Barrio, Pedro Alonso Galeas, Diego de Paradas, Juan de Gámez, Julián de Mendoza, Pedro García Camacho y Juan Serrano, todos militares experimentados.
Al cabo de un tiempo, la expedición liderada por Losada llegó a Mariara y de allí pasó al Valle del Miedo, dominio del cacique Guaicaipuro. El avance de los españoles por este territorio se realizó a sangre y fuego, triunfando el ejército de Losada por su superioridad militar. 
El interés por la existencia de vetas de oro en las cercanías del valle de los caracas, y la posibilidad de conectar las colonias del occidente con las del oriente de Venezuela, movía a los españoles hacía esta zona de la cordillera de la Costa, que prácticamente era la única que aún no controlaban.
Los indios caribes que ocupaban ese territorio habían salido airosos en casi todos los encuentros con los españoles que  apenas habían logrado fundar dos pequeñas poblaciones: el Hato de San Francisco en el valle de los caracas y la Villa del Collado en la costa. Los caribes por su parte controlaban un área aproximada a la comprendida entre las actuales Maracay y la Llanura de Barlovento, por lo que la moral de sus guerreros era muy alta. Los caribes eran una etnia muy belicosa, gran parte de su cultura y rituales giraban alrededor de la guerra, y estaban en conflicto permanente con otros grupos desde antes de la llegada de los españoles, en particular los arawaks, por lo que eran muy hábiles en batalla. Para 1567, la confederación tribal (Caribana) era capaz de movilizar en un momento hasta 17.000 guerreros caribes bajo el liderazgo del cacique Guaicaipuro (lancero de los cerros) y habían destruido los dos poblados.
Al llegar al valle de los caracas Losada, siguiendo una Real Cédula emitida en 1563, inicia el repoblamiento del lugar, ordena su reedificación y refunda formalmente la ciudad el 25 de julio de 1567 con el nombre de Santiago de León de Caracas, la actual capital de Venezuela. El 8 de septiembre del mismo año, fundó en las ruinas de la villa del Collado el puerto de Nuestra Señora de Carballeda (actual Caraballeda) en homenaje a la patrona de su pueblo natal, la virgen de Carballeda.  Losada, habría refundado y reedificado los dos enclaves que los indios habían destruido cuatro o cinco años antes, establecido las principales instituciones, y edificado defensas para la nueva población, debido al permanente acoso de los caribes que prácticamente lo mantenían atrincherado en el lugar. En 1568 las huestes de Losada constituidas por 300 españoles y 18.000 indios auxiliares derrotan a la Confederación Caribe con más de 13 000 guerreros liderados por el cacique Tiuna en la batalla de Maracapana marcando el principio del resquebrajamiento de la resistencia indígena y el fin de la Confederación Caribe. Los caribes perdieron su fuerza y rango de acción, sin poder levantarse una vez más bajo un mando unificado se dispersaron en sus territorios, algunos caciques continuaron su resistencia hasta su muerte o sometimiento. Aun así, Losada se preocupaba por la cercana presencia de Guaicaipuro y de sus hombres y, dada la fama de sus ataques hacia los conquistadores, decidió no esperar un ataque de él, con lo que, como movimiento preventivo, encomendó al alcalde de Caracas, Francisco de Infante emprender la misión de capturar a Guaicaipuro y ‘pacificar’ a los otros Caciques. Guaicaipuro moriría poco después cerca de la actual Paracotos, en un combate sorpresivo con los españoles dirigidos por  Infante, quienes dieron con su paradero al ser conducidos por guías nativos que habían sido chantajeados. Esto permitió que los españoles poblaran el centro de Venezuela sin dificultades. Luego de la conquista del valle de Caracas, quedó prácticamente sólo un grupo Caribe ofreciendo resistencia a los españoles, los Cumanagotos, entre los Valles del Tuy y el Río Neverí, siendo Caracas y Margarita los centros de operaciones españoles.
Losada murió a finales de 1569 en las cercanía de Borburata. Sus restos están enterrados en Cubiro (Estado Lara).